# Mordella bistrimaculata
Mordella bistrimaculata es una especie de coleóptero de la familia Mordellidae.

## Distribución geográfica
Habita en Brasil y la Guayana francesa.